# جوزپه فررا
جوزپه فررا (به ایتالیایی: Giuseppe Ferrara؛ ۱۵ ژوئیهٔ ۱۹۳۲ – ۲۵ ژوئن ۲۰۱۶) کارگردان، فیلم‌نامه‌نویس و تهیه‌کننده اهل ایتالیا بود. 

## فیلم‌شناسی
| سال  | نام                        | سِمَت      |
| ۱۹۷۵ | سی.آی. ای: داستان سری      | کارگردان |
| ۱۹۸۴ | صد روز در پالرمو           | کارگردان |
| ۱۹۹۳ | جووانی فالکونه             | کارگردان |
| ۱۹۹۵ | دولت سری                   | کارگردان |
| ۲۰۰۲ | بانکداران خدا:ماجرای کالوی | کارگردان |
| ---- | -------------------------- | -------- |